# 電子戦
電子戦（でんしせん、英: Electronic Warfare, EW）は、電磁波にまつわる軍事活動を意味する。

## 概要
電子戦とは、敵による電磁周波数帯域の利用状況を検知、分析した上で妨害や逆用する活動と自軍の電磁波の円滑な利用を確保するための活動を総称する。現代型の戦争ではレーダーと無線通信が重要になってきており、各国の軍隊では電磁波をうまく利用することで戦闘を優位に進めようと、最新の電波に関わる軍事技術が開発され、火薬に代表される物理的兵器に代わって電子機器を利用した兵器が新兵器の主体を占めるようになっている。電子戦は物理学的な電磁波の原理に支配されている。
また近年では、敵防空網制圧（SEAD）作戦、対指揮・統制戦（Command, Control and Communication Counter Measures, C3CM）を含めて電子戦闘（Electric Combat, EC）と称することもある。

## 歴史

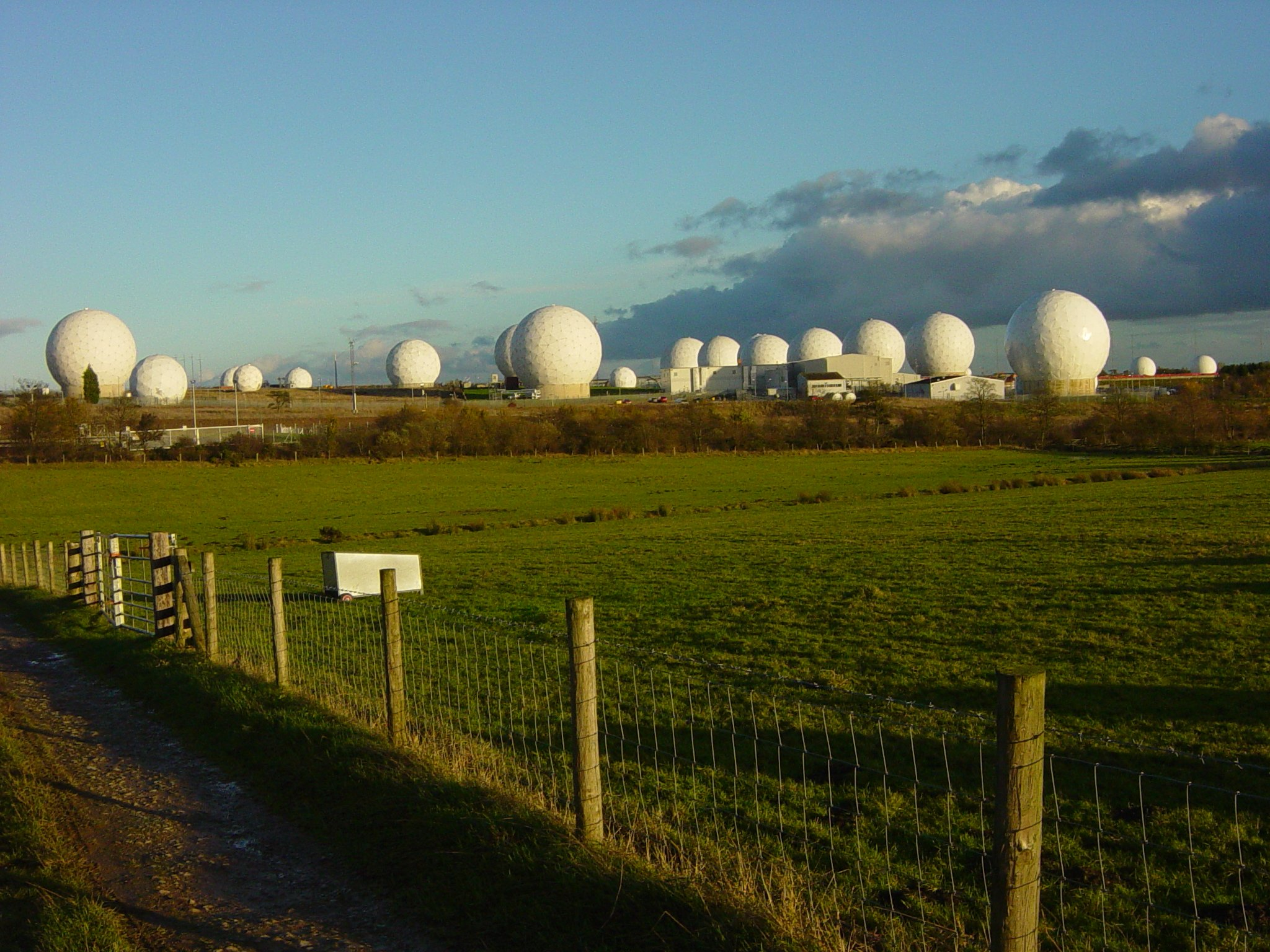
エシュロン。イギリス空軍メンウィズヒル基地（2005年）

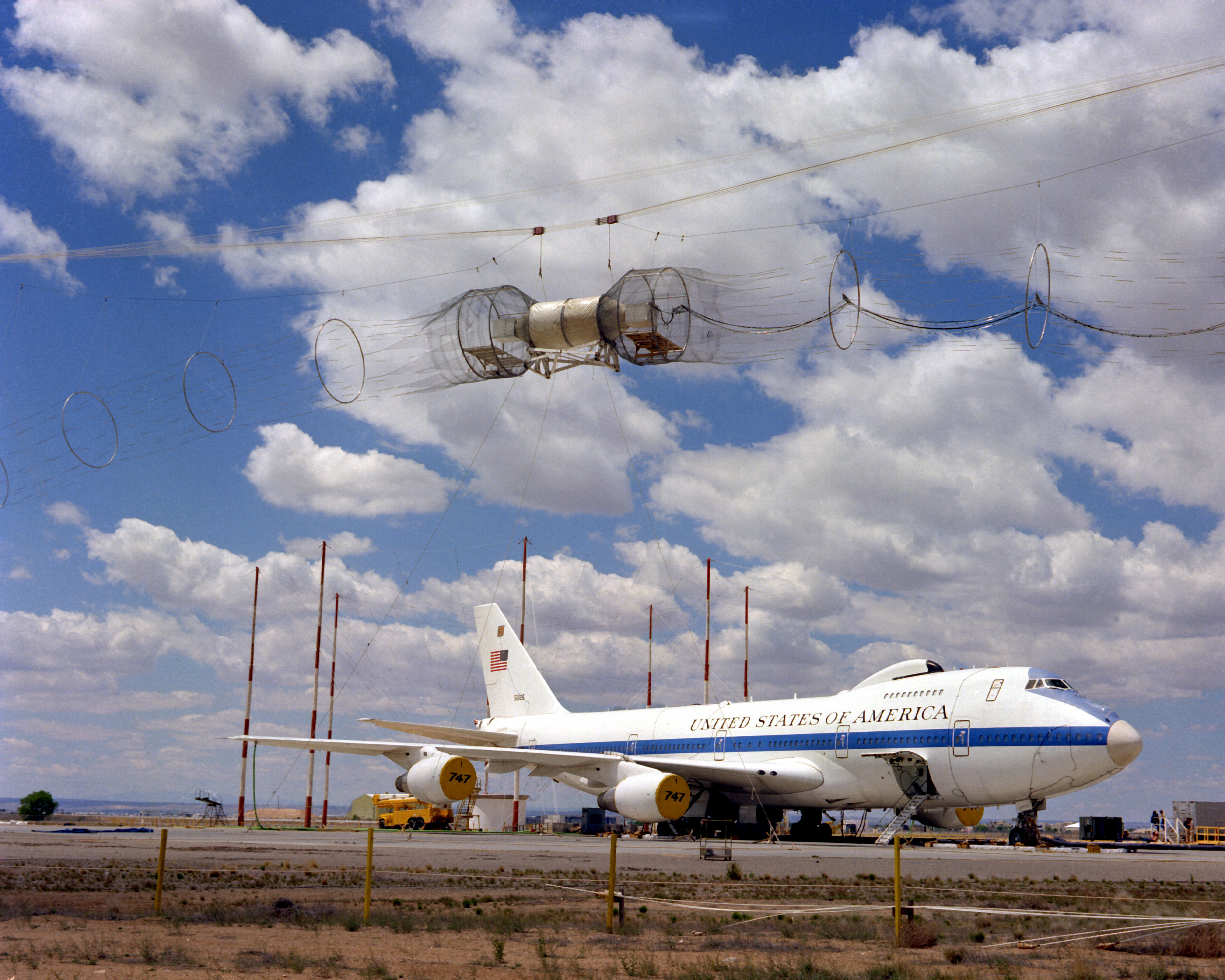
アメリカ空軍のE-4と核電磁パルスシミュレータ（HAGII-C）1979年

### 初期の電子戦
電子戦の歴史は電磁波を通信として利用すると共に始まった。1895年にグリエルモ・マルコーニが無線電信を成功させ、電磁波による通信が戦争に用いられるようになった。
最初の本格的な電子戦は日露戦争において行われた。1904年、日本海軍は旅順のロシア艦隊に対して間接射撃をはじめた。しかしロシア軍は弾着観測に派遣されていた駆逐艦に対して電波妨害を行い、報告を妨害した。日本海軍もウラジオ艦隊の無線を傍受して行動を事前に察知し、作戦行動に利用することができた。

### 発展
第二次世界大戦においてはレーダー技術が発展し、イギリス本土航空戦やマリアナ沖海戦に影響を与えた。レーダーに探知されない機体の開発が進んで現代のステルス機の基礎となった。ベトナム戦争においては米軍は地対空ミサイルで防空体制を充足してきた北ベトナム軍に対抗するために組織的な電波妨害を行った。1965年に電波妨害装置を実戦に使用してその有効性が発揮された。

### 湾岸戦争
湾岸戦争においては、多国籍軍によって高度な電子戦が展開され、イラク軍の通信や防空組織を破壊した。また防空指揮所や情報機関本部、軍司令部、配電所などを空爆したが、その際も電子戦支援機が地対空ミサイルを無力化することに大きく影響した。

## 分類
電子戦は、電子攻撃 (EA, Electronic Attack) 、電子防護 (EP, Electronic Protection) 、電子支援 (ES, Electronic Support) の3つに分類される。

### 電子攻撃
電子攻撃（英語: Electronic Attack, EA）とは、敵が利用する電磁スペクトルを妨害するための活動のこと。下記のように細分化される。
- 電子対抗手段（ECM）
  - ジャミング
  - 欺瞞妨害
  - デコイ
    - チャフ

  - ステルス技術[注釈 4]
- 対電波放射源兵器（ARW）
- 指向性エネルギー兵器（DEW）

多くの近代的な電子攻撃の技術は高度な機密情報として扱われている。

### 電子防護
電子防護（英語: Electronic Protection, EP） とは敵の電子攻撃活動から、友軍兵士、部隊、装備、作戦目的を保護する全ての活動を指す。電子防護は自軍のEAの影響を友軍が受けてしまうのを避けるためにも利用される。以前は電子防護手段 EPM (Electronic protective measures) 、または対電子対策 (Electronic counter countermeasures, ECCM) と呼ばれた。
電子防護は、能動的なものと受動的なものに分けられる。
能動的電子防護
スペクトラム拡散のような技術
受動的電子防護
オペレーターの教育、作戦や戦術

### 電子戦支援
電子戦支援（英語: Electronic warfare Support, ES）とは戦場において受動的に電磁スペクトラムを利用し、友軍以外の対象を発見、識別し、潜在的脅威ないし標的の位置を特定するための活動である。敵の動きを事前に察知するために、敵の電磁放射を捜索、傍受、分析する活動を指す。以前は電子支援手段 (electronic support measures, ESM) と呼ばれていた。
電子支援は敵軍の戦場での位置特定のために使われ、電子攻撃・電子防護のためにも使われる。電子攻撃は電磁波の放射を伴うために敵から発見されることを前提とするが、電子支援は敵に存在や行為、意図を知られないよう努めて行なわれる。世界の多くの国の軍隊や情報機関が、有事での電子戦で優位となる戦術情報を得るために、平時から敵性国の電磁放射を傍受・分析することで電子装備とその運用に関する情報収集を継続的に行っている。

## 部隊
日本
電子作戦隊
陸上自衛隊陸上総隊隷下の電子戦部隊。
西部方面通信情報隊
陸上自衛隊西部方面情報隊隷下の電子戦部隊。
電子作戦群
航空自衛隊航空戦術教導団直轄の電子戦機飛行部隊。
第81航空隊
海上自衛隊航空集団の電子戦機飛行部隊。
 アメリカ合衆国
MDTF電子戦部隊
アメリカ陸軍特殊作戦司令部のMDB（マルチドメインバトル）のコンセプトに対応できるように編成された特別部隊。電子戦やサイバー攻撃、情報作戦、及びミサイル能力を有する部隊になり、長距離精密兵器、極超音速ミサイル、精密ストライクミサイルの装備を有する。
電子攻撃飛行隊
各アメリカ海軍空母航空団の電子戦機飛行部隊。
第1艦隊偵察飛行隊
アメリカ海軍第10哨戒・偵察航空団の電子偵察機部隊。
 中国
中国人民解放軍戦略支援部隊
電子戦、サイバー戦、人工衛星運用等を行う。
第78集団軍
集団軍隷下に電子戦部隊を保有することが2019年の報道により確認されている。
 ロシア
ロシア陸軍電波電子戦中隊
各師・旅団単位に編成されている。